# Panégyrique

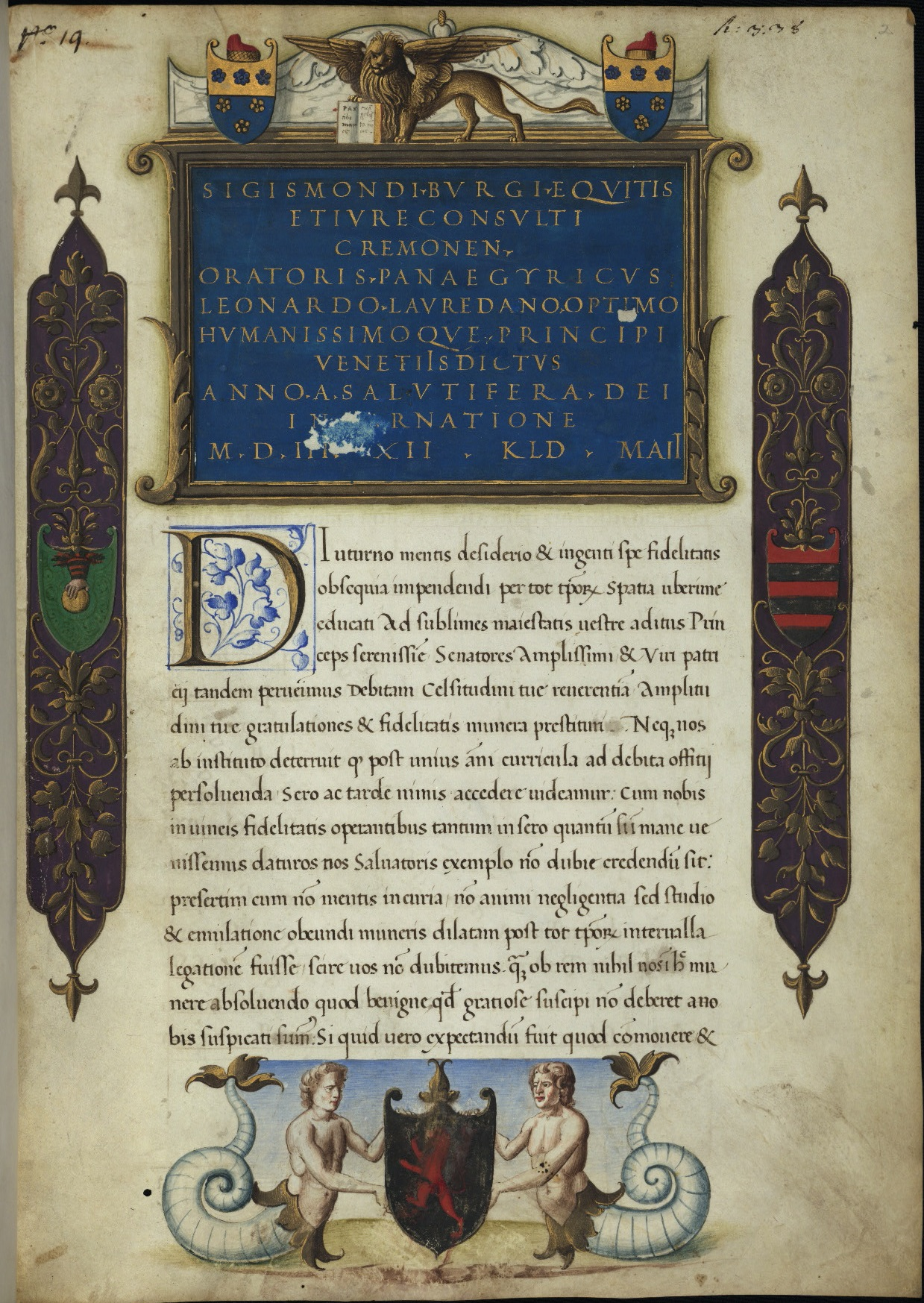
Page de titre du Panégyrique de Leonardo Loredan (1503), créé en l'honneur de Leonardo Loredan, 75e doge de Venise, aujourd'hui conservé au Walters Art Museum de Baltimore.

Un panégyrique (terme d'origine latine emprunté au grec πανηγυρικός / panêgurikós, « éloge public prononcé dans une fête nationale ») est au sens strict un discours épidictique à la louange d'un personnage illustre, d'une nation, ou d'une chose et, dans l'Occident chrétien, un sermon faisant l'éloge d'un saint. Le terme a pris aujourd'hui le sens plus général de louange ou d’apologie, et s’utilise parfois dans le sens péjoratif d’éloge emphatique ou exagéré.

## Histoire
Un des premiers panégyriques est celui d'Athènes, prononcé vers 380 av. J.-C. par Isocrate pour convaincre les Grecs de s’allier derrière cette cité contre les Perses.
Ce genre de discours devient traditionnel sous l'Empire romain, comme louanges et remerciements adressés à l'empereur par le bénéficiaire d'une nomination au consulat ou à un poste important. Un manuel, les Panégyriques latins, a été conservé, qui est un recueil de douze discours, dont le Panégyrique de Trajan de Pline le Jeune de l'an 100, considéré comme un modèle du genre. Les suivants datent de l'époque de Dioclétien et de Constantin, et sont composés par des rhéteurs d'Autun, de Trèves ou de Bordeaux, ou des auteurs anonymes. Le onzième est adressé à l'empereur Julien par Claudius Mamertinus pour son intronisation comme consul et le dernier est d'époque théodosienne. Sous une rhétorique fleurie, ces textes contiennent des allusions historiques intéressantes.   
Le genre demeure vivace au tout début du Moyen Âge, comme en témoigne notamment le Panégyrique à Théodoric composé en 506 par Ennode, le futur évêque de Pavie.

## En rhétorique
Discours d'apparat, le panégyrique appartient au genre épidictique ou démonstratif (qui consiste à louer ou à blâmer). Il a pour fonction principale de célébrer des actions et des vertus, et, à travers l'exemple donné, d'exalter des valeurs. 
Les manuels de rhétorique offrent des recommandations sur la façon de composer un panégyrique. Ménandre le Rhéteur (IIIe siècle apr. J.-C.), auteur de traités épidictiques, distingue différentes sortes d’éloge, des villes ou des hommes par exemple. Dans l'éloge de la ville, il recommande de dépeindre sa situation, d’évoquer son origine, de rappeler son histoire, citer les activités dans lesquelles elle s'est illustrée et les vertus morales qui font sa distinction. Quand l’orateur doit faire l’éloge d’un personnage illustre, il devra évoquer son origine familiale, notamment ses ancêtres les plus glorieux, ses années de jeunesse et de formation et enfin rappeler tout ce qu'il a pu accomplir de louable au cours de sa carrière. 
Toutes ces informations doivent être présentées sous un jour qui flatte le sujet de l’éloge ; pour ce faire, le panégyrique recourt à divers procédés, notamment l'amplification. Une des formes de l'amplification pouvait être le parallèle entre le sujet du discours et un autre personnage exemplaire. La gloire de ce dernier rejaillit ainsi sur le premier. Un autre procédé consistait à l'inverse à masquer les épisodes les moins glorieux ou à en diminuer l’importance, de telle sorte qu’ils paraissent insignifiants aux oreilles de l’auditoire. 
Le panégyrique chrétien est hagiographique : il évoque la vie et les actes des saints, à des fins pédagogiques et morales. Dans le panégyrique de saint François de Sales (1653), Bossuet se propose de mettre en avant trois qualités du saint: « Sa science, pleine d'onction, attendrit les cœurs ; sa modestie, dans l'autorité, enflamme les hommes à la vertu; sa douceur, dans la direction [de conscience], les gagne à l'amour de Notre Seigneur. » 
Le panégyrique est toujours un discours, alors que les formes de l'éloge sont variées.

## Exemples
Il est de tradition à l’Académie française que chaque nouvel académicien prononce un discours de réception qui comporte l’éloge de son prédécesseur dans le siège qu'il va occuper. Ainsi l'exorde de cet éloge de Roger Caillois dans le discours de Marguerite Yourcenar : 

« Messieurs [...] nous nous sommes réunis aujourd’hui pour célébrer ce rite émouvant qui consiste à louer publiquement un mort. Quoi de plus beau, dans un pays qui fut celui de Bossuet, que d’axer la cérémonie d’une réception académique sur la mémoire du prédécesseur disparu ? »

D’autres cérémonies publiques françaises, par exemple le transfert des cendres d’un défunt au Panthéon, sont l’occasion d’un éloge panégyrique, dont le plus célèbre exemple moderne est sans doute celui que prononça André Malraux lors du transfert des cendres de Jean Moulin au Panthéon  le 19 décembre 1964.
Aussi présent dans le roman de Montesquieu, Lettres persanes où il est fait l’éloge/le panégyrique des bons troglodytes ; en effet, en contraste avec la lettre 11, la lettre 12 présente des troglodytes civilisés et vertueux, doués de forte qualité morale, ce que l'on repère grâce à leur portrait manichéiste dans toute la lettre. Enfin il faut souligner la présence d'un tour comparatif et d’antithèse dressant le portrait moral entre bon et mauvais troglodytes.    
Au Bénin, les panégyriques ont une force hautement culturelle. Toutes les familles regroupées en clan ont d'ailleurs leur panégyrique clanique. Ce dernier retrace les grandes gestes et hauts faits des aïeux des clans ou des collectivités familiales.